# Howard Valentine
Howard Van Nostrand Valentine (Nova York, 14 de dezembro de 1881 - Nova York, 25 de junho de 1932) foi um atleta e campeão olímpico norte-americano.
Valentine participou dos Jogos de St. Louis 1904, onde conquistou a medalha de ouro junto com os compatriotas Paul Pilgrim, Arthur Newton, George Underwood e David Munson, que, representando os Estados Unidos, venceram a prova das 4 milhas em equipe.
Nos mesmos Jogos, ainda conquistou a medalha de prata nos 800 metros, naquela que foi considerada talvez a melhor prova do atletismo em St. Louis, com os atletas saindo quase todos carregados ao final dela por exaustão.